# Rein Miedema
Rein Miedema (Harlingen, 19 augustus 1835 - Rotterdam, 23 april 1912) was een kunstschilder uit Harlingen.

## Privéleven
Hij werd geboren als zoon van ijzerhandelaar Simon Miedema, die tevens lid was van tekencollege "Tot nut en vermaak", en Aafke van der Heide. Rein Miedema was getrouwd met Jeltsje Schaafsma. Zij kregen drie zoons, van welke één, Simon Miedema, niet jong overleed. In Rotterdam hertrouwde hij met Helena van Bakergem. Met haar kreeg hij vier zoons en een dochter.

## Werkzaam leven
Miedema woonde en werkte als stukadoor in Harlingen. In 1861 verhuisde het gezin naar Rotterdam waar Miedema ook stukadoor was en vanaf 1868 voorkomt als ornamentsmaker. Hij ontdekt kunstschilderen en vanaf 1885 geeft hij aan kunstschilder van beroep te zijn. Zijn schilderijen hebben elementen van de Nederlandse Romantiek en van de Haagse School. Hij is vooral bekend door zijn zee- en riviergezichten, geïnspireerd op Rotterdam, de Friese kust en plaatsen rondom de Zuiderzee. Later werd Miedema leraar aan de Academie van Beeldende Kunsten en Technische Wetenschappen, waar ook zijn zoon Simon zijn opleiding genoot. Zijn werk is permanent te bezichtigen in onder andere gemeentemuseum het Hannemahuis in Harlingen het Fries Scheepvaartmuseum in Sneek.

## Vernoeming
Harlingen kent een Rein Miedemastraat.

## Galerij

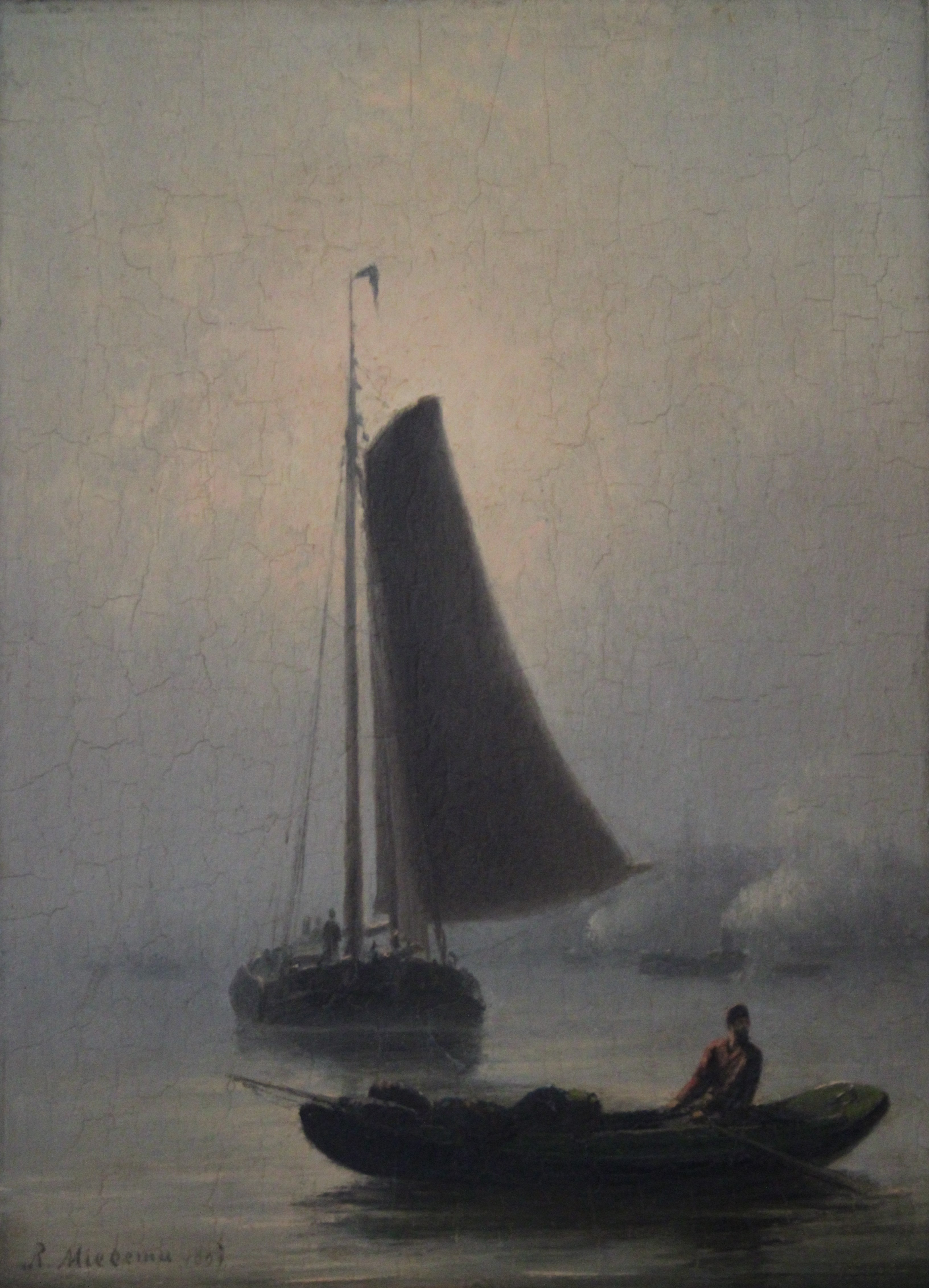
Rotterdamse haven met platbodem - 1887

- Biografisch Portaal: 86109825
- RKD-Nederlands Instituut voor Kunstgeschiedenis: 56003
- Union List of Artist Names: 500359505
- Virtual International Authority File: 5147121814226392999